# Фомин, Фёдор Тимофеевич
Фёдор Тимофеевич Фомин (25 мая 1894, Рязанская губерния — 1970, Москва) — деятель советских спецслужб, председатель Крымской ЧК, мемуарист.

## Биография
Родился в крестьянской семье, родители умерли в 1919. В 1908 окончил церковно-приходскую школу, в 1910 окончил вечернее городское 4-классное училище, в 1913 окончил 6-месячные вечерние курсы бухгалтеров-счетоводов, в 1916 экстерном сдал экзамены за 6 классов реального училища в Москве, в 1917 выдержал экзамен вольноопределяющегося 2-го разряда.
С апреля 1908 по апрель 1910 рабочий по ремонту пути Рязано-Уральской железной дороги на станции Шевцово, затем до мая 1915 рабочий-текстильщик на мануфактурной фабрике «Эмиль Циндель» в Москве. Член РКП(б) с 18 августа 1917. С мая 1915 по январь 1918 рядовой команды разведчиков 130-го Херсонского и 737-го пехотных полков. Со 2 января 1918 по 18 октября 1919 сотрудник для поручений по разведывательной работе штаба РККА Украины, после чего до 15 февраля 1919 начальник отделения разведки Особого отдела Главного штаба РККА Украины в Харькове.
Ещё 20 декабря 1918 из штаба В. А. Антонова-Овсеенко решением РВС Украинского фронта направлен в ВЧК. С 15 февраля по 18 апреля 1919 года начальник Особого отдела 1-й Украинской Армии в Киеве, до 26 августа 1919 начальник Особого отдела 3-й Армии в Кременчуге, до 12 сентября 1919 начальник Особого отдела 14-й Армии, до 18 сентября 1919 заместитель начальника Особого отдела 12-й Армии. До 16 ноября 1919 инспектор-организатор Особого отдела ВЧК, до 28 декабря 1919 помощник начальника Инспекторского отдела ОО ВЧК. До 20 июня 1920 заместитель начальника, затем начальник Особого отдела ВЧК 10-й Армии в Царицыне.
До 5 апреля 1921 заместитель начальника и начальник Особого отдела ВЧК Чёрного и Азовских морей. С 1919 по 1921 под руководством Ф. Т. Фомина ликвидировано несколько крупных контрреволюционных и шпионских организаций в Киеве, Одессе, Елизаветграде, Проскурове.
До 14 мая 1921 начальник Особого отдела Крымской ЧК в Симферополе, участник красного террора в Крыму. Затем до 22 июня 1921 заместитель председателя Крымской ЧК, после чего до 5 января 1922 председатель Крымской ЧК. С 5 января 1922 по 18 января 1923 член Коллегии Подольской ЧК, начальник Проскуровской ЧК и 5-го пограничного Особого отдела. С 18 января по 13 августа 1923 начальник Особого отдела и помощник начальника Секретно-оперативной части ПП ОГПУ Правобережной Украины. С 13 августа 1923 по 28 сентября 1926 начальник Терского окротдела ГПУ, за время работы разбито 18 политических банд (принял дела у П. Я. Витолина, сдал И. Я. Дагину. 22 августа 1925 сопровождал Ф. Э. Дзержинского и В. Р. Менжинского на прогулке по Машуку.
С 28 сентября 1926 по 2 июля В 1927 являлся слушателем Курсов усовершенствования высшего состава при Военной Академии им. М. В. Фрунзе. С 12 сентября 1927 по 11 марта 1930 начальник Управления пограничной охраны и внутренней охраны ОГПУ ПП ОГПУ СКК, также с 26 октября 1927 по 11 марта 1930 по совместительству начальник ОО ПП ОГПУ при СКВО в городе Ростов-на-Дону. С 11 марта 1930 по январь 1935 начальник Управления пограничной охраны и внутренней охраны ОГПУ ПП ОГПУ ЛВО в Ленинграде, с 25 апреля 1933 по январь 1935 по совместительству заместитель ПП ОГПУ ЛВО — УНКВД ЛО Ф. Д. Медведя.
В январе 1935 ВКВС СССР по делу убийства С. М. Кирова осуждён на 3 года. С января 1935 по январь 1937 заместитель начальника дорожного строительства Дальстроя НКВД в Магадане, затем до января 1938 начальник дорожного строительства Дальстроя НКВД СССР в посёлке Ягодное Хабаровской области. С января 1938 по май 1939 начальник Тенькинского дорожного строительства в посёлке Усть-Омчуг. В 1939 арестован и Верховным судом СССР осуждён на 8 лет ИТЛ. С мая 1939 по май 1947 по приговору Верховного суда находился в Северных Печорских железнодорожных лагерях в посёлке Княж-Погост.
С мая 1947 по март 1949 старший контролёр ОТК Ракпасского комбината МВД в посёлке Ракпас Коми АССР. Затем до июля 1950 начальник службы движения железнодорожного Леспромхоза в посёлке Колово Карело-Финской ССР. С июля 1950 по январь 1952 начальник узкоколейной железной дороги Славянского леспромхоза в посёлке Деревянка КФССР. С января 1952 по сентябрь 1954 начальник узкоколейной железной дороги Шуйско-Виданского леспромхоза треста «Южкареллес» в посёлке Чална КФССР. В 1954 был реабилитирован и до января 1955 являлся начальником узкоколейной железной дороги треста «Ленлес» в Ленинграде.
С января пенсионер-инвалид 2-й группы, приговоры ВКВС СССР И ВС СССР отменены, затем персональный пенсионер Союзного значения. Имеются сведения о ношении Ф. Т. Фоминым генеральского мундира на встрече с председателем КГБ СССР А. Н. Шелепиным, однако задокументированный факт присвоение генеральского звания неизвестен. В 1967 на 50-летии органов государственной безопасности фотографировался среди других выживших чекистов с Ю. В. Андроповым. В 1970 умер в Москве, похоронен на Новодевичьем кладбище в колумбарии (Новая территория, колумбарий, секция 124).

### Награды
- 22 мая 1919 — золотые часы с надписью, приказом РВС 3-й Украинской Армии.
- 11 ноября 1922 — ВУЦИКом награждён серебряным портсигаром с надписью.
- 10 декабря 1924 — награждён знаком Почетного чекиста, № 232 приказом ОГПУ СССР.
- 8 ноября 1924 — объявлена благодарность от ПП ОГПУ СКК.
- 22 декабря 1925 — объявлена благодарность от ПП ОГПУ СКК.
- 16 декабря 1927 — орден Красного знамени № 13560 от ЦИК СССР.
- 18 декабря 1927 — золотые часы и грамота от ОГПУ СССР.
- 22 февраля 1928 — золотые часы и грамота от Исполкома СКК и Реввоенсовета округа.
- 28 января 1929 — объявлена благодарность от ПП ОГПУ СКК.
- 22 ноября 1933 — золотые часы от Реввоенсовета.

## Публикации
- Фомин Ф. Т. Записки старого чекиста. М.: Государственное издательство политической литературы, 1962. (Второе издание, исправленное и дополненное, в 1964 г.)